# Brett Anderson
Brett Anderson, född 29 september 1967 i Lindfield, nordost om Haywards Heath, Sussex, är en brittisk sångare och musiker. Han är känd som sångare i gruppen Suede.

## Biografi
Under tonåren spelade Anderson gitarr i olika garageband, bland andra The Pigs och Geoff. En av medlemmarna i det sistnämnda bandet var Suedes blivande basist, Mat Osman. I slutet av 1980-talet bildade Anderson och Osman Suede tillsammans med Andersons dåvarande flickvän Justine Frischmann. Inom kort anslöt sig även gitarristen Bernard Butler och trummisen Simon Gilbert. Frischmann sparkades från gruppen efter att hon missat flera repetitioner och bedragit Anderson med Blurs sångare Damon Albarn.
I slutet av mars 1993 släpptes Suedes självbetitlade debutalbum Suede, som gick rakt in på den brittiska albumlistans förstaplats.
Anderson var sångare i gruppen Suede från dess grundande 1989 till dess splittring 2003. Även vid gruppens comeback 2010 fanns Anderson med vid mikrofonen.
Från 2004 till 2006 var han sångare i The Tears. Fansen ville ofta höra låtar av Suede efter de stora framgångarna bandet haft. Anderson vägrade till en början att spela dessa, och ville istället spela de nya låtarna med The Tears. Anderson ändrade sig med tiden, då bandet senare spelade Suedelåten "The Living Dead" (som varit en B-sida) under ett extranummer under en konsert.
Anderson har även gett ut fyra soloalbum.
År 2018 publicerade Anderson sina memoarer – Coal Black Mornings.

## Diskografi (solo)

### Studioalbum
- Brett Anderson – 26 mars 2007
- Wilderness – 1 september 2008
- Slow Attack – 17 november 2009
- Black Rainbows – 26 september 2011

### Livealbum
- Live in London – 9 maj 2007 (endast 1500 exemplar)
- Live at Union Chapel – 19 juli 2007 (endast 1500 exemplar)
- Live at Queen Elizabeth Hall – 20 oktober 2007 (endast 1500 exemplar)
- Live at Koko – 12 oktober 2011

### Singlar
- "Love is Dead" – 19 mars 2007
- "Back to You" – 9 juli 2007
- "A Different Place" – 21 juli 2008
- "The Hunted" – 22 november 2009
- "Brittle Heart" – 15 augusti 2011
- "Crash About to Happen" – 27 november 2011